# Nezamýšlené důsledky

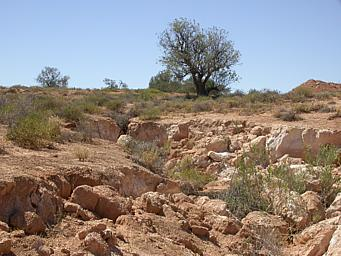
Půdní eroze v Austrálii, výsledek nezamýšlených důsledků invaze králíka divokého.

Nezamýšlené důsledky lidského jednání je pojem používaný převážně v sociologii. Může se týkat i jiných tvorů, například delfínů. Jedná se o výsledky jednání, které nebyly očekávány. Ukazuje, že naše konání může mít i jiné důsledky, než si přejeme. Sociologové zásadně rozlišují mezi záměrem jednání – tím co máme v úmyslu – a nezamýšlenými důsledky, které toto jednání přináší. Termín byl propagován ve dvacátém století americkým sociologem Robertem K. Mertonem. Lidské jednání je jednání účelové. Člověk má na počátku svého jednání v představě nějaký cíl, k jehož uskutečnění se snaží dospět. Ve skutečnosti se však setkáváme i s důsledky, které nebyly cílem jednání nikoho ze zúčastněných. Důsledky nezamýšlené však nemusí být nutně nežádoucí, stejně tak jako zamýšlené jsou sice vždy žádoucí, ale ne vždy pozitivní.
Merton se pokusil aplikovat systematickou analýzu problému nezamýšlených důsledků úmyslných činů, které mají vyvolat sociální změny.
V poslední době, zákon nezamýšlených důsledků začal být používán jako rčení nebo varování, že zásah do komplexního systému má tendenci vytvářet neočekávané a často nežádoucí výsledky.
Mezi nezamýšlené důsledky jednání patří i například tzv. bumerangový efekt, tj. metaforické vyjádření převráceného výsledku jednání, resp, výsledku, který se obrací proti původnímu aktérovi, a dále pojem “latentní funkce”, který označuje účinek nějakého sociálního jednání, jenž nebyl jednajícím ani zamýšlen, ani vnímán. Opakem pojmu je pak "funkce manifestní", označující důsledek, který původnímu záměru jednajícího možná odpovídá, především však je vnímán.
Dalším příkladem je i systém meritokracie, kde je prosperita jedince ideálně závislá především na jeho vlastních schopnostech a výkonu. Není zde totiž přímé spojení mezi blahobytem jedince a celku, s čímž operuje i teorie nezamýšlených důsledků jednání.
Mezi největší témata této kategorie patří nepochybně i samotný vznik lidského rodu (nezamýšlený důsledek nikoli vědomého, nýbrž pudového jednání bezprostředních živočišných předchůdců člověka), právě tak jako hrozba nikým vlastně nechtěného násilného zániku lidského rodu.

## Historie
Nezamýšlené důsledky lidského jednání byly v dějinách zkoumány mnohými, mezi nejdůležitější z nich patří John Locke, Adam Smith nebo Karl Marx.
Problému nepředvídaných důsledků záměrného jednání se v té či oné z jeho četných forem dotkl v podstatě každý z těch, kteří významným způsobem přispěl k dlouhé historii sociálního myšlení. Kontinuitu uvažování o tomto problému však zpravidla zastiňovala rozmanitost obsahu a široká škála označení (jako např. osud, Prozřetelnost, společenské síly, heterogenita cílů, princip emergence či kreativní syntéza).
V nemarxistické sociologii se jako první tomuto fenoménu začal systematicky věnovat až ve třicátých letech dvacátého století americký sociolog Robert K. Merton. Právě on ustanovil teto jev jako vědecký pojem. Měl za to, že bude-li věda nezamýšlené důsledky jednání předvídat, je možné jim zabránit. Zároveň vymyslel a ustanovil výraz “latentní funkce” viz výše.
Mezi mysliteli, kteří se uvedeným problémem také zabývali, je uveden Machiavelli, Vico, Smith i Hegel, právě tak jako Marx s Engelsem a řada sociologů dvacátého století Weberem a Paretem počínaje. V pracích Marxe a Engelse se pozornost věnovaná nezamýšleným důsledkům záměrného jednání projevuje dvojím způsobem. Marx používá model nezamýšlených důsledků implicitně na více místech svých děl, Engels formuluje problém explicitně.
Důležitou podmínkou tohoto typu pojetí vývoje je myšlenka, že nutnost se prosazuje v dimenzi „vývoje od něčeho“ a nikoli v dimenzi „vývoje k něčemu“. Dosavadní dějiny se nerozvíjely, aby se něco stalo, ale protože se něco stalo. Buržoazie nevznikla proto, aby byl kapitalismus, ale proto, že byl feudalismus. 
Na problém nezamýšlených důsledků naráží Engels v souvislosti, která je dnes zvlášť aktuální, a sice v souvislosti s „vítězným“ podmaňováním přírody člověkem. Každé toto vítězství má sice hlavně ty důsledky, s kterými se dalo počítat, ale v druhé a třetí řadě má zcela jiné, nepředvídatelné účinky, které velice často ty první důsledky pět odstraňují.

## Jednání
U samotného jednání je podle Mertona možné rozlišit dva druhy: organizované, které zahrnuje jednání lidí jako individualit. Sjednotí-li se více těchto individualit se stejným záměrem, může vést k druhému typu jednání, tedy formálně organizovanému.

## Dělení nezamýšlených důsledků dle Mertona
Robert K. Merton se krom jiného zabýval výklady termínu funkce v různých jazycích. Výslednou definicí je pak důsledek jednání, který ovšem nemusí být zamýšlený. Aby pojem nebyl vykládán jen jako pozitivní důsledek, přišel pro rozlišení pozitivních a negativních důsledků s pojmy eufunkce a dysfunkce.

### Eufunkční
- Neboli neočekávaná pozitivní výhoda, označována také jako štěstí, či náhoda
- Není neobvyklé, aby se při výzkumu nového léku přišlo na jeho vedlejší účinek, který je pro lidstvo hodnotnější než jeho prvotně zamýšlené využití. Příkladem takového léku je Viagra, jež byla podrobena výzkumu jakožto lék na vysoký krevní tlak.
- Vraky potopených lodí vytvořily umělé korálové útesy, které jsou zároveň lákadlem pro potápěče.[7]
- Středověký zvyk uchovávat rozsáhlá území jako loviště pro šlechtu dal základ mnoha dnešním, člověkem nepoškozeným oblastem ve Velké Británii a Evropě, které dnes slouží kupříkladu jako veřejné parky či rezervace.

### Dysfunkční
- Neboli neočekávaná nevýhoda, újma.
- Na základě zkoumání Roberta K. Mertona a dalších lze říci, že jsou důsledky většiny činností dysfunkcionální, avšak nezamýšlené.
- Přísná a autoritářská výchova dětí může nezřídka vést místo k naprosté poslušnosti ke vzpouře a úplnému rozchodu s předepsanými způsoby chování.
- Výuka sexuální výchovy formou “jediná správná cesta je sexuální abstinence” ve skutečnosti způsobuje větší výskyt těhotenství nezletilých.[8]
- Americká vojenská přítomnost v Afghánistánu po invazi v roce 2001 měla za cíl stabilizovat a demokratizovat místní podmínky, neplánovaně však přispěla k rozmachu hnutí Tálibán.[9]

### Funkcionálně irelevantní
- Neboli opačný výsledek – nepříznivý dopad na rozdíl od toho, co bylo původně zamýšleno – někdy označováno jako selhání.
- Tyto důsledky se dají též označit jako aufunkce.
- To, že si v práci zapomenete šálu, sice může být pro jedince věc nepříjemná, společnost jako celek to však neovlivní a dopady toho činu ovlivní převážné pouze jeho aktéra.

## Zdroje a faktory nezamýšlených důsledků
- Faktor nedostatku adekvátních znalostí situace:
  - Výsledkem studia důsledků lidského chování je většinou určitá pravděpodobnost, nikoli však úplná jistota.
  - K odvození některých důsledků není možné získat dostatek potřebných informací, jelikož jsou výsledkem mnoha náhod a okolností.
- Faktor omylu:
  - Častým omylem je například myšlenka, že dříve uplatněné řešení určité situace poslouží stejně dobře i podruhé.
  - Omylu se aktér dopouští i tehdy, přehlíží-li záměrně některá specifika, jež mají vliv na důsledky jednání. Důvodem může být záměrné popírání či ignorování problému nebo jeho části či přílišný vliv emocí. Za takovýchto podmínek důsledky logicky nemohou odpovídat těm očekávaným.
- Faktor kategorické bezprostřednosti zájmu:
  - Zájem o očekávané okamžité důsledky znemožňuje zkoumání dalších či dalekosáhlých. Naléhavým jednáním člověk většinou dospěje ke kýženým výsledkům, může ale zkomplikovat dosáhnutí jiných, i když v dané situaci ne tak výrazných.
  - Například snižování porodnosti z “ekonomických důvodů”, které působí na věkovou skladbu a velikost příbuzenstva hlubokými důsledky psychologického a sociálního charakteru a ve větších celcích ovlivňuje míru populačního růstu.
- Faktor základních hodnot:
  - Případy, kdy se o dalších důsledcích jednání neuvažuje, protože je jednání podřízeno jedincovým základním hodnotám.
- Faktor sebemařící předpovědi:
  - Veřejné předpovědi budoucího sociálního vývoje často nejsou potvrzeny, protože taková předpověď se stane novým prvkem v konkrétní situaci, a napomáhá tak ke změně původního směru vývoje. Například Marxova předpověď postupné koncentrace bohatství a narůstající bídy mas měla za důsledek zpomalení až eliminaci tohoto jevu.[6]